# Primera División 1963/64
Die Primera División 1963/64 war die 33. Spielzeit der höchsten spanischen Fußballliga. Sie startete am 15. September 1963 und endete am 26. April 1964.

## Vor der Saison
- Als Titelverteidiger ging der neunfache Meister Real Madrid ins Rennen. Letztjähriger Vizemeister wurde Atlético Madrid.
- Aufgestiegen aus der Segunda División sind Real Murcia, FC Pontevedra, UD Levante und Español Barcelona.

## Vereine
| Verein            | Stadt      | Stadion                       |
| ----------------- | ---------- | ----------------------------- |
| CF Barcelona      | Barcelona  | Camp Nou                      |
| Español Barcelona | Barcelona  | Estadi Sarrià                 |
| Atlético Bilbao   | Bilbao     | Estadio San Mamés             |
| FC Córdoba        | Córdoba    | Estadio Arcángel              |
| FC Elche          | Elche      | Camp de Altabix               |
| Real Madrid       | Madrid     | Estadio Santiago Bernabéu     |
| Atlético Madrid   | Madrid     | Estadio Metropolitano         |
| Real Murcia       | Murcia     | La Condomina                  |
| Real Oviedo       | Oviedo     | Estadio Carlos Tartiere       |
| FC Pontevedra     | Pontevedra | Estadio Municipal de Pasarón  |
| Real Saragossa    | Saragossa  | La Romareda                   |
| Betis Sevilla     | Sevilla    | Estadio Benito Villamarín     |
| FC Sevilla        | Sevilla    | Estadio Ramón Sánchez Pizjuán |
| FC Valencia       | Valencia   | Estadio Mestalla              |
| UD Levante        | Valencia   | Estadio de Vallejo            |
| Real Valladolid   | Valladolid | Estadio José Zorrilla         |

## Abschlusstabelle
| Pl. | Verein                | Sp. | S  | U  | N  | Tore    | Diff. | Punkte |
| --- | --------------------- | --- | -- | -- | -- | ------- | ----- | ------ |
| 1.  | Real Madrid (M)       | 30  | 22 | 2  | 6  | 061:230 | +38   | 46:14  |
| 2.  | CF Barcelona (P)      | 30  | 19 | 4  | 7  | 074:380 | +36   | 42:18  |
| 3.  | Betis Sevilla         | 30  | 15 | 7  | 8  | 047:360 | +11   | 37:23  |
| 4.  | Real Saragossa        | 30  | 14 | 6  | 10 | 052:420 | +10   | 34:26  |
| 5.  | FC Elche              | 30  | 13 | 7  | 10 | 035:310 | +4    | 33:27  |
| 6.  | FC Valencia           | 30  | 16 | 0  | 14 | 053:470 | +6    | 32:28  |
| 7.  | Atlético Madrid       | 30  | 10 | 9  | 11 | 037:340 | +3    | 29:31  |
| 8.  | Atlético Bilbao       | 30  | 12 | 5  | 13 | 043:400 | +3    | 29:31  |
| 9.  | FC Sevilla            | 30  | 9  | 11 | 10 | 033:380 | −5    | 29:31  |
| 10. | UD Levante (N)        | 30  | 10 | 7  | 13 | 043:560 | −13   | 27:33  |
| 11. | FC Córdoba            | 30  | 10 | 6  | 14 | 032:380 | −6    | 26:34  |
| 12. | Real Murcia (N)       | 30  | 11 | 4  | 15 | 041:540 | −13   | 26:34  |
| 13. | Español Barcelona (N) | 30  | 10 | 5  | 15 | 034:470 | −13   | 25:35  |
| 14. | Real Oviedo           | 30  | 10 | 5  | 15 | 027:420 | −15   | 25:35  |
| 15. | FC Pontevedra (N)     | 30  | 8  | 5  | 17 | 030:450 | −15   | 21:39  |
| 16. | Real Valladolid       | 30  | 7  | 5  | 18 | 027:580 | −31   | 19:41  |

Platzierungskriterien: 1. Punkte – 2. Direkter Vergleich (Punkte, Tordifferenz, geschossene Tore) – 3. Tordifferenz – 4. geschossene Tore

| (M) | amtierender Meister              |
| (P) | amtierender Pokalsieger          |
| (N) | Neuaufsteiger der letzten Saison |

## Kreuztabelle
| 1963/64           | Real Madrid | CF Barcelona | Betis Sevilla | Real Saragossa | FC Elche | FC Valencia |     | Atlético Bilbao |     | UD Levante | FC Córdoba | Real Murcia | Español Barcelona | Real Oviedo | FC Pontevedra | Real Valladolid |
| ----------------- | ----------- | ------------ | ------------- | -------------- | -------- | ----------- | --- | --------------- | --- | ---------- | ---------- | ----------- | ----------------- | ----------- | ------------- | --------------- |
| Real Madrid       |             | 4:0          | 1:1           | 3:1            | 1:0      | 2:0         | 5:1 | 3:1             | 1:1 | 3:0        | 5:2        | 4:1         | 1:0               | 1:0         | 3:1           | 2:1             |
| CF Barcelona      | 1:2         |              | 4:1           | 3:3            | 3:0      | 4:0         | 3:1 | 2:1             | 6:0 | 6:2        | 3:1        | 4:1         | 5:0               | 2:1         | 3:1           | 2:1             |
| Betis Sevilla     | 1:0         | 2:3          |               | 2:1            | 0:0      | 2:0         | 4:2 | 1:1             | 3:1 | 3:0        | 1:0        | 3:1         | 4:0               | 1:0         | 3:0           | 2:0             |
| Real Saragossa    | 3:2         | 2:0          | 3:1           |                | 3:1      | 5:1         | 0:0 | 0:2             | 0:0 | 4:4        | 4:2        | 3:2         | 2:0               | 3:1         | 3:2           | 3:0             |
| FC Elche          | 2:0         | 0:0          | 1:1           | 1:0            |          | 2:1         | 2:0 | 1:2             | 2:1 | 2:2        | 2:1        | 3:1         | 1:0               | 2:1         | 2:0           | 2:0             |
| FC Valencia       | 1:4         | 0:2          | 4:0           | 4:0            | 1:0      |             | 2:1 | 2:1             | 4:1 | 5:3        | 1:0        | 3:2         | 2:1               | 3:0         | 3:1           | 6:0             |
| Atlético Madrid   | 0:1         | 1:0          | 0:0           | 0:2            | 1:1      | 0:1         |     | 2:0             | 1:1 | 4:0        | 5:1        | 2:1         | 2:0               | 0:1         | 3:2           | 3:1             |
| Atlético Bilbao   | 2:3         | 2:0          | 1:2           | 1:0            | 3:2      | 3:1         | 0:0 |                 | 3:0 | 0:0        | 2:0        | 1:1         | 5:2               | 0:1         | 3:1           | 4:0             |
| FC Sevilla        | 1:0         | 1:1          | 3:1           | 1:0            | 1:0      | 3:0         | 0:0 | 1:2             |     | 2:0        | 1:1        | 2:2         | 2:0               | 1:1         | 3:0           | 2:0             |
| UD Levante        | 0:1         | 4:5          | 0:1           | 1:1            | 0:1      | 1:0         | 2:1 | 2:1             | 1:1 |            | 1:0        | 3:0         | 3:1               | 3:0         | 3:1           | 1:0             |
| FC Córdoba        | 0:1         | 0:2          | 1:0           | 0:1            | 2:0      | 1:0         | 1:1 | 2:0             | 2:0 | 4:0        |            | 2:1         | 3:0               | 2:1         | 1:0           | 0:0             |
| Real Murcia       | 0:3         | 1:5          | 2:3           | 2:0            | 2:2      | 2:0         | 2:1 | 2:0             | 3:1 | 1:0        | 1:1        |             | 1:0               | 1:0         | 2:1           | 2:1             |
| Español Barcelona | 1:0         | 2:2          | 1:1           | 3:0            | 1:0      | 2:1         | 0:0 | 4:0             | 1:0 | 4:4        | 2:0        | 2:1         |                   | 3:0         | 0:0           | 2:0             |
| Real Oviedo       | 0:2         | 2:1          | 1:1           | 2:0            | 1:0      | 1:4         | 1:1 | 2:1             | 1:0 | 2:0        | 1:1        | 0:1         | 2:1               |             | 0:0           | 2:1             |
| FC Pontevedra     | 1:0         | 0:2          | 2:0           | 1:1            | 0:1      | 0:1         | 0:1 | 2:0             | 0:0 | 1:1        | 2:1        | 2:1         | 3:1               | 4:1         |               | 1:2             |
| Real Valladolid   | 0:3         | 2:0          | 3:2           | 0:4            | 2:2      | 3:2         | 0:3 | 1:1             | 2:2 | 1:2        | 0:0        | 2:1         | 2:0               | 2:1         | 0:1           |                 |

### Relegation
|                | Gesamt |                   | Hinspiel | Rückspiel |
| -------------- | ------ | ----------------- | -------- | --------- |
| Real Oviedo    | 4:2    | Hércules Alicante | 4:1      | 0:1       |
| Sporting Gijón | 1:3    | Español Barcelona | 1:0      | 0:3       |

## Nach der Saison
Internationale Wettbewerbe
- 1. – Real Madrid – Europapokal der Landesmeister
- 2. – CF Barcelona – Messepokal
- 3. – Betis Sevilla – Messepokal
- 6. – FC Valencia – Messepokal
- 7. – Atlético Madrid – Messepokal
- 8. – Atlético Bilbao – Messepokal
- Gewinner der Copa del Rey – Real Saragossa – Europapokal der Pokalsieger

Absteiger in die Segunda División
- 15. – FC Pontevedra
- 16. – Real Valladolid

Aufsteiger in die Primera División
- Deportivo La Coruña
- UD Las Palmas

## Pichichi-Trophäe
Die Pichichi-Trophäe wird jährlich für den besten Torschützen der Spielzeit vergeben.
| Pl. | Nat.           | Spieler           | Verein         | Tore |
| --- | -------------- | ----------------- | -------------- | ---- |
| 1   | Ungarn 1957    | Ferenc Puskás     | Real Madrid    | 20   |
| 2   | Brasilien 1960 | Waldo             | FC Valencia    | 18   |
| 3   | Spanien 1945   | Fernando Ansola   | Betis Sevilla  | 17   |
|     | Paraguay 1954  | Cayetano Ré       | CF Barcelona   | 17   |
| 5   | Spanien 1945   | Juan Manuel Villa | Real Saragossa | 13   |

## Die Meistermannschaft von Real Madrid
| 1.          | Real Madrid |
| Real Madrid | - Tor: José Vicente Train (15/-); José Araquistain (14/-); Antonio Betancort (1/-) - Abwehr: Pedro Casado (15/-); Vicente Miera (4/-); Pachín (22/-); Isidro Sánchez (27/-); José Emilio Santamaría (27/-) - Mittelfeld: Felo (7/-); Lucien Muller (25/-); Félix Ruiz (17/4); Juan Santisteban (3/-); Pipi Suárez (1/-); Ignacio Zoco (29/1) - Sturm: Amancio (24/6); Manuel Bueno (6/1); Yanko Daucik (3/1); Evaristo (10/1); Francisco Gento (24/12); Ferenc Puskás (25/20); Fernando Serena (7/2); Alfredo Di Stéfano (24/11) - Trainer: Miguel Muñoz |